# Chiesa di Gesù e Maria del Buonviaggio
La chiesa di Gesù e Maria del Buonviaggio è un luogo di culto ubicato a Messina, sul viale della Libertà, nel tratto di lungomare un tempo denominato di San Francesco di Paola.

## Storia
La chiesa è comunemente detta anche "del Ringo" dal nome dell'antica contrada in cui sorge; il toponimo Ringo, infatti, deriva dal francese "haranguer", mettersi in riga. Nella contrada anticamente si mettevano in riga i cavalieri medievali per poi andare a giostrare nel vicino quartiere di Giostra. La chiesa, sita a Messina, sul viale della Libertà (e interessata nel 2009 dal restauro parziale finanziato dal Ministero dei Beni Culturali) fu edificata per volere di un signore messinese di nome Lorenzo Abbate fra la fine del Cinquecento e l'inizio del Seicento (indicativamente tra il 1598 ed il 1604).
La chiesa, che è stata risparmiata dai catastrofici terremoti, conserva al suo interno pregevoli opere d'arte, come l'antico quadro della Vergine di Portosalvo, eseguito dal noto pittore Giovanni Simone Comandè.

## Facciata
La facciata, in stile barocco, è evidenziata ai lati del portale dalle due statue di Gesù e Maria.
Un tempo le dette statue reggevano delle lampade ad olio, che servivano anche da riferimento alle barche di pescatori, che pullulavano nel mare antistante la chiesa.

## Confraternita di Gesù e Maria
La Confraternita di Gesù e Maria fu istituita presso la primitiva chiesa di Santa Maria del Buonviaggio prima che venisse rinominata in chiesa di Gesù e Maria del Buonviaggio al Ringo. Assieme alle omonime confraternite costituiva la Congregazione di Gesù e Maria.

## Galleria d'immagini

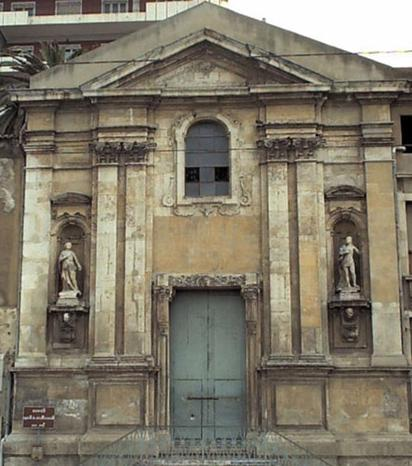
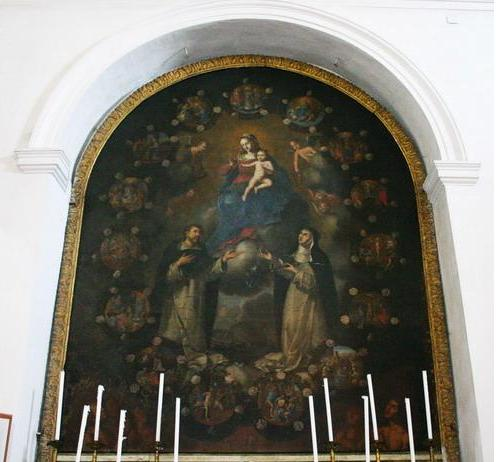
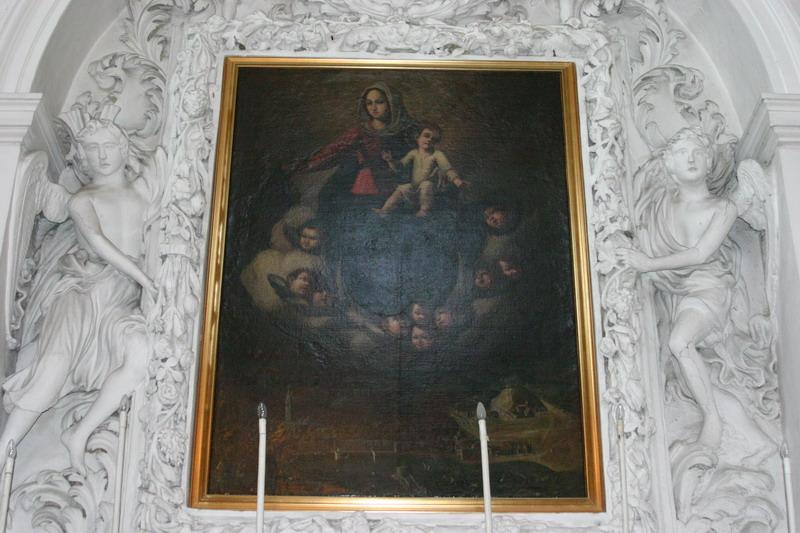
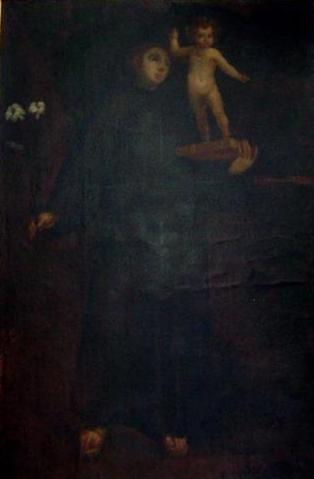
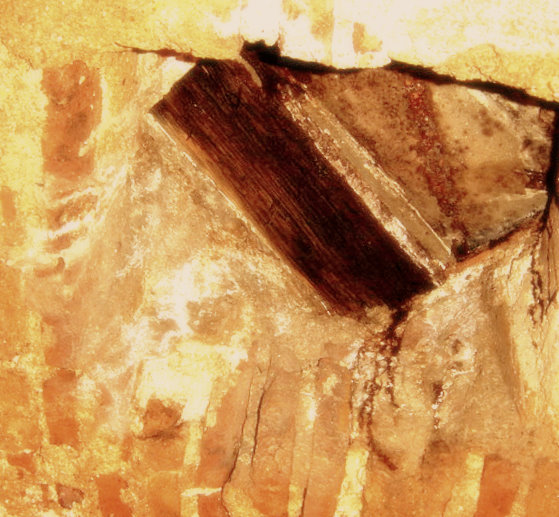